# Bắc Giang
Bắc Giang es una ciudad de Vietnam. Es la capital de la provincia de Bắc Giang. Su nombre, derivado del chino-vietnamita, significa "al norte del río". Su ubicación es muy conveniente para el transporte: se encuentra a 50 km al norte de Hanói, en una posición intermedia entre las principales rutas de transporte (carreteras, ferrocarril internacional) que conectan Hanói con la ciudad de Lạng Sơn y el paso fronterizo internacional de Đồng Đăng. Bắc Giang se encuentra en un importante centro de transporte. El río Thương atraviesa la parte sur de la ciudad en dirección a Haiphong.
Aunque el nombre de la provincia de Bắc Giang (北江 "Río del Norte") es muy antiguo, establecido inicialmente en 1466, históricamente no existía ninguna ciudad con ese nombre. La ciudad se creó a partir del antiguo distrito de Láng Thượng tras la independencia. La zona de aguas termales de Suối Mỡ se encuentra a 37 km del centro de la ciudad. El Parque de la Paz de Bắc Giang fue un proyecto de hermanamiento con Madison, Wisconsin, Estados Unidos.

## Situación económica
La ciudad de Bắc Giang es un centro de la industria química del nitrógeno y la industria textil, además de ser un centro de distribución y tránsito de mercancías procedentes de China, así como un punto de exportación de productos locales a este país. La ciudad cuenta con pequeñas y medianas zonas industriales asociadas a grandes zonas industriales como Quang Châu, Đình Trám, Vân Trung y Song Khê-Nội Hoàng. El emblema de la industria de Bắc Giang es la fábrica de fertilizantes de Hà Bac, la primera planta de fertilizantes de Vietnam.
En 2013, la ciudad de Bắc Giang mantuvo un crecimiento económico alto y estable que alcanzó el 17,3%, con un PIB per cápita que alcanzó los $3000. La estructura económica ha cambiado positivamente: comercio y servicios 45,2%; industria, artesanía-construcción 51,3%; agricultura-pesca 3,5%. La ciudad ha desarrollado diversas industrias como procesamiento agrícola y forestal, mecánica, química, textil, electrónica y materiales de construcción. La ciudad de Bắc Giang es bien conocida como uno de los centros de distribución para el tránsito de bienes importados de China a Vietnam y viceversa. La red de servicios se ha desarrollado fuertemente con supermercados a gran escala como Big C Bắc Giang, supermercado Co.opmart, supermercado Bắc Giang, supermercado Imexco, Mediamart, electrodomésticos Văn Chiến y tienda de electrodomésticos.

## Divisiones administrativas
La ciudad está subdividida en 16 subdivisiones a nivel de comuna, incluidos los distritos de: Đa Mai, Dĩnh Kế, Hoàng Văn Thụ, Lê Lợi, Mỹ Độ, Ngô Quyền, Thọ Xương, Trần Nguyên Hãn, Trần Phú, Xương Giang y las comunas rurales de: Dĩnh Trì, Đồng Sơn, Song Khê, Song Mai, Tân Mỹ y Tân Tiến.

## Galería

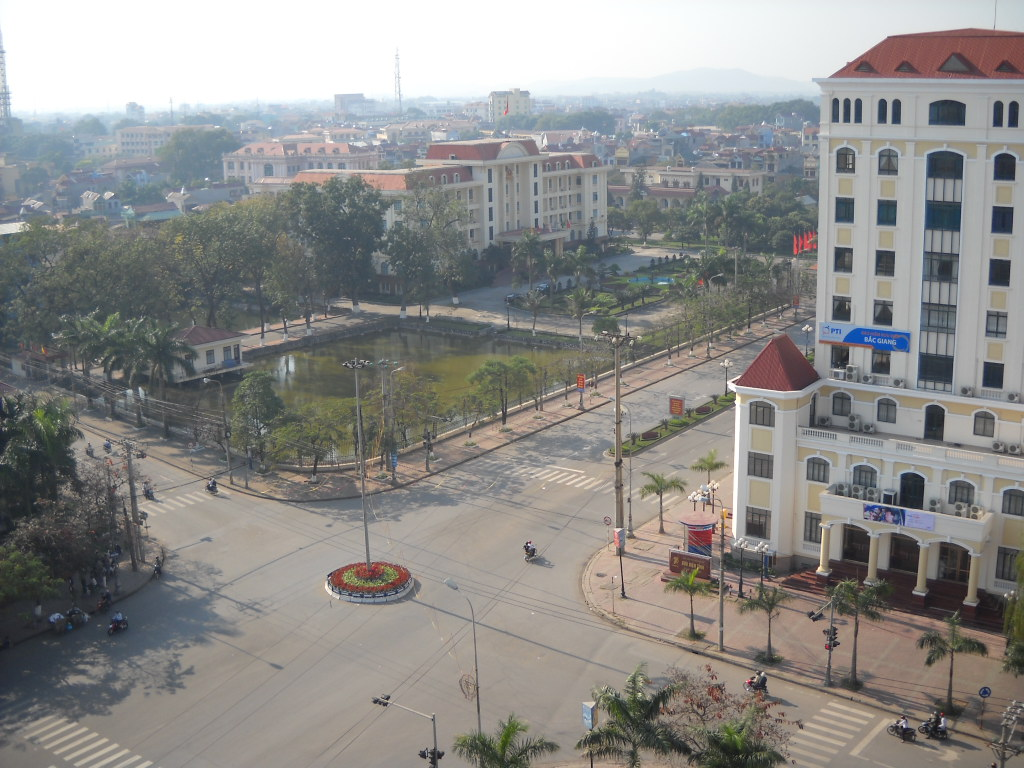
Bắc Giang
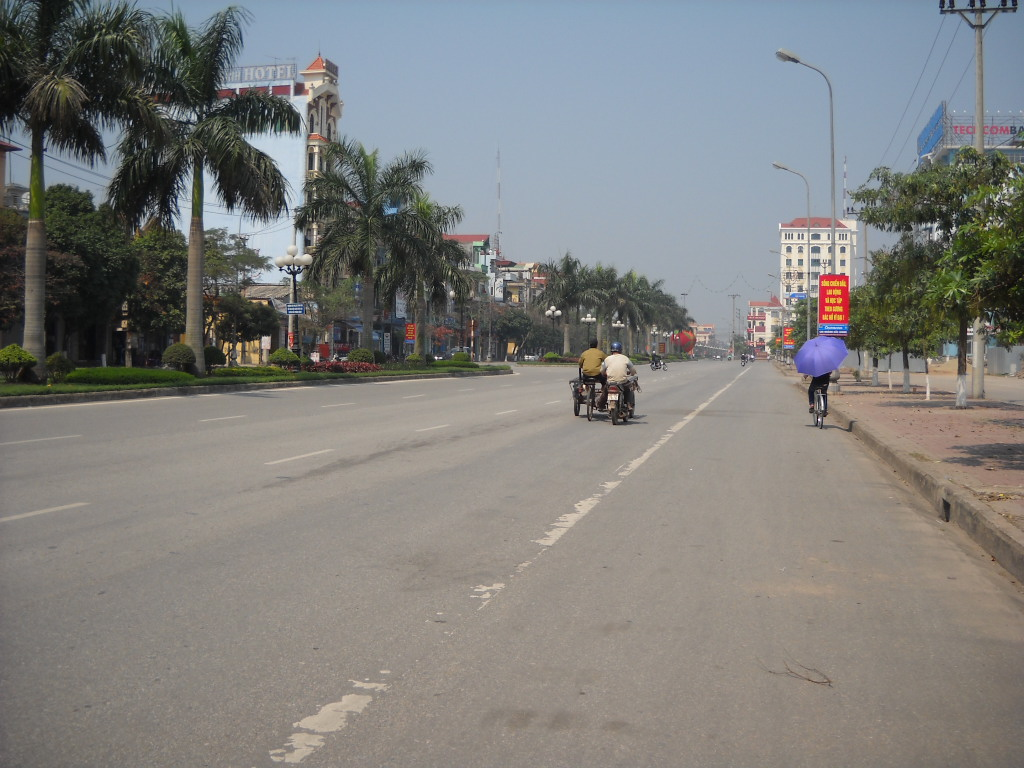
Bắc Giang
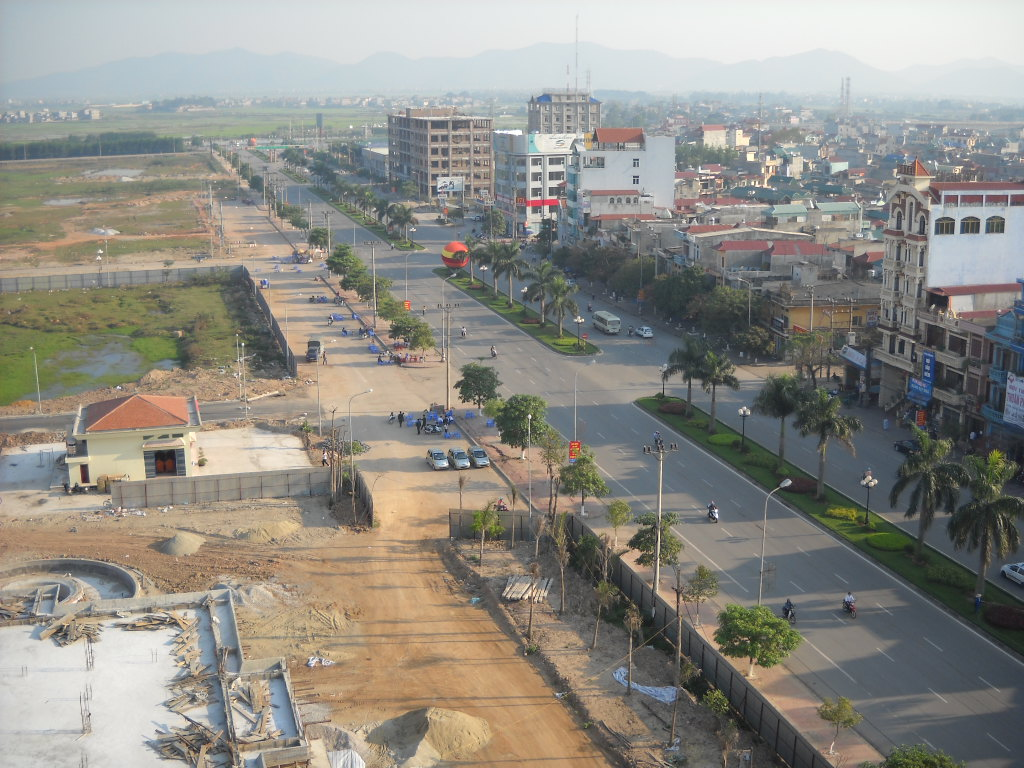
Bắc Giang
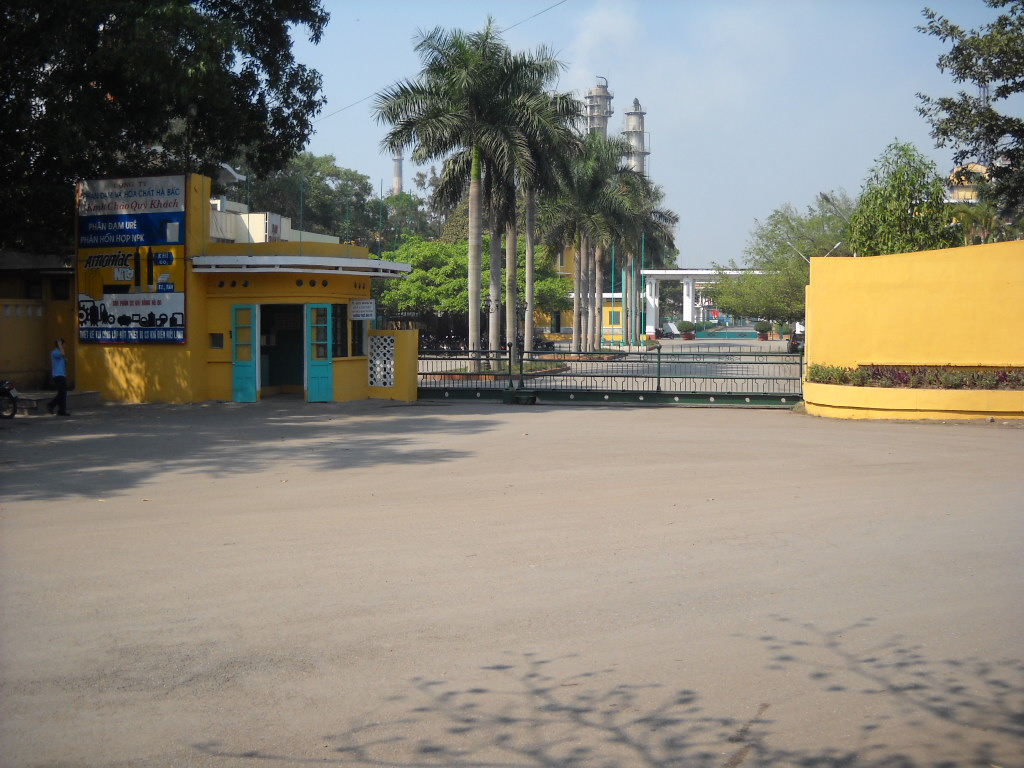
Bắc Giang